# Fútbol en Canadá

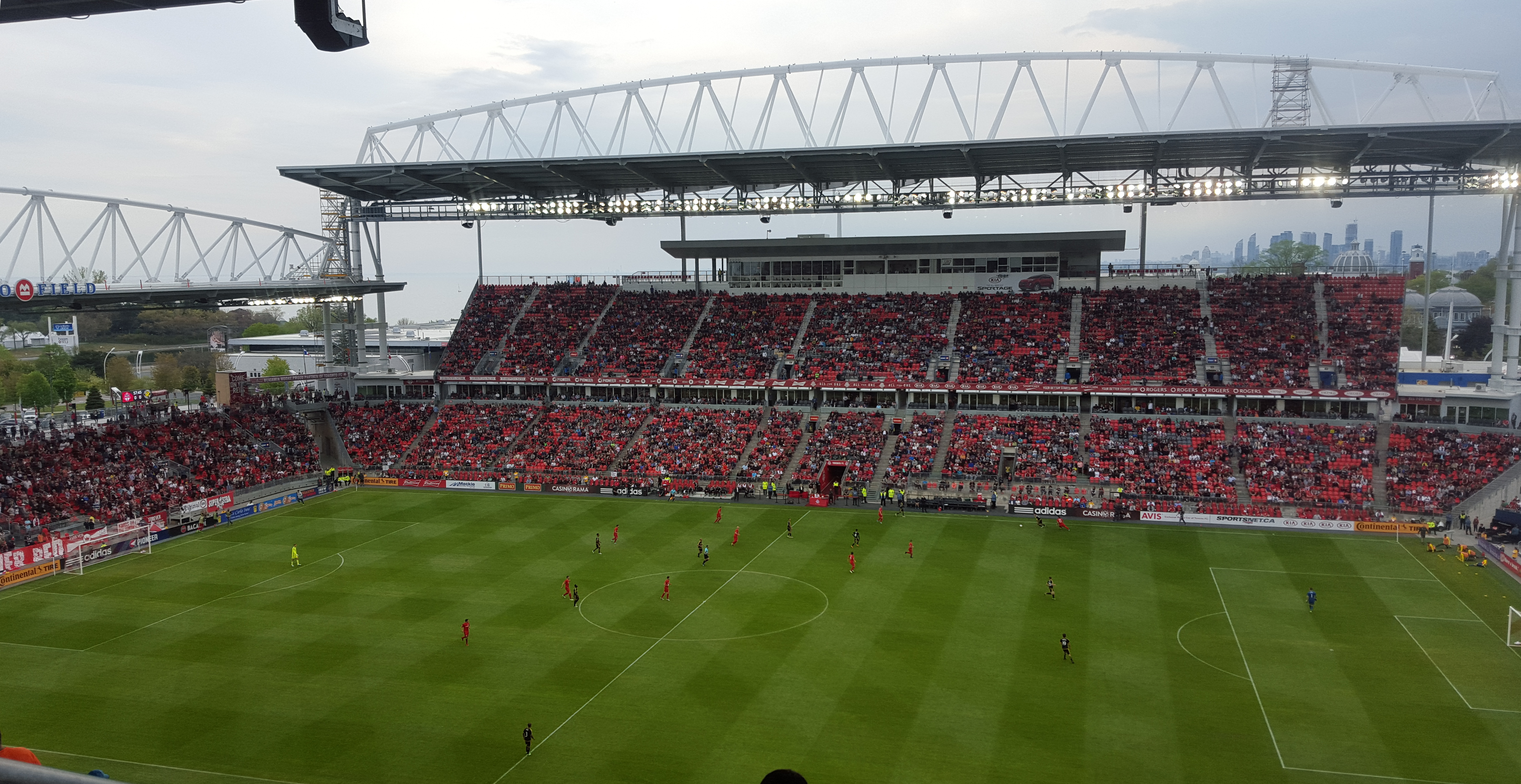
BMO Field, estadio del Toronto FC de la Major League Soccer.

El fútbol en Canadá, más conocido como soccer en inglés canadiense y en francés canadiense, es uno de los deportes más practicados en esa nación. Sin embargo, no está entre los deportes más populares como el hockey sobre hielo y el fútbol canadiense. La mayoría de la participación de esta disciplina se da en la comunidad inmigrante, pero en la población local, el fútbol ha tenido un gran crecimiento.
La administración del fútbol en Canadá está a cargo de la Asociación Canadiense de Fútbol (Canadian Soccer Association, en inglés; Association canadienne de soccer, francés), fue fundada en 1912, está afiliada a la FIFA desde 1913 y a la Concacaf a partir de 1961. Además, existen organismos a nivel provincial que está afiliados a la Asociación Canadiense de Fútbol.
La primera división del fútbol profesional masculino es la Canadian Premier League, pero la mayoría de los equipos profesionales juegan en las competiciones de fútbol en Estados Unidos. En Canadá no existen los sistemas de ascenso y descenso.
La selección masculina jugó 2 veces en la Copa Mundial de Fútbol en 1986 y 2022, y fue campeón de la Copa de Oro de la Concacaf en 1985 y 2000. La selección femenina obtuvo la medalla de oro en los Juegos Olímpicos de 2020, y en la Copa Mundial Femenina, su mejor puesto fue un cuarto lugar en 2003.
En Canadá se realizó la Copa Mundial Femenina en 2015, y otras competencias juveniles de la FIFA y Concacaf.

## Historia

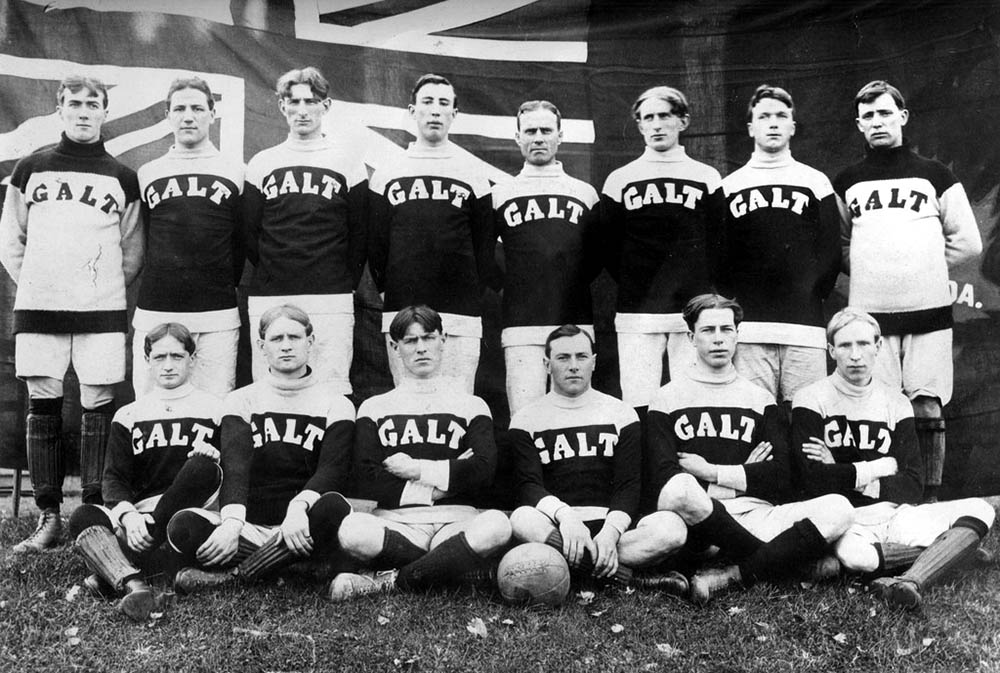
Galt F.C. en 1904.

El fútbol en Canadá llegó en el siglo XIX, pero no está claro el primer partido de fútbol en el país, pero se considera que se jugó por primera vez en 1876 en Toronto entre Toronto Lacrosse Club y el Carlton Cricket Club.
En 1877, se estableció la organización llamada Dominion Football Association, integrada con equipos de Toronto, aunque duró apenas tres años.  En 1880 se fundó la  Western Football Association (WFA), enfocado en el desarrollo del fútbol en el sur de Ontario, y después de 1900 ya habían equipos creados.  Al pasar de los años, se han establecido las principales asociaciones de fútbol en las provincias canadienses.
En 1904, Galt F.C. logró la medalla de oro en el torneo de fútbol de los Juegos Olímpicos en San Luis, Misuri.  Hasta ahora, la única medalla olímpica lograda en el programa del fútbol masculino.
En julio de 1912, se fundó oficialmente la Asociación de Fútbol de Dominio de Canadá (Dominion of Canada Football Association), este hecho ocurrió en una reunión con los representantes de las asociaciones de fútbol de las provincias de Ontario, Quebec, Manitoba, Saskatchewan y Alberta. En 1913 se integró a al FIFA.
En 1924, la selección canadiense jugó su primer partido internacional contra Australia durante una gira en ese país. En 1928, debido a una deuda pendiente hacia los aficionados y jugadores amateurs, la Asociación de Fútbol de Dominio de Canadá dejó de pertenecer a la FIFA, pero en 1946 se reintegró a dicho organismo.
En 1957, la selección nacional disputó por primera vez en las clasificatorias para la Copa Mundial, esta vez fue rumbo a la edición de 1958, pero no logró clasificarse. 
Entre 1961 a 1966, se desarrolló la Eastern Canada Professional Soccer League, con equipos de Ontario y Quebec. Durante la década de los 60', el fútbol se volvió popular y común para los jóvenes en ese país, ya sea varones y mujeres.
En 1967, Toronto City y los Vancouver Royals jugaron en la United Soccer Association (USA). Mientras que los Toronto Falcons disputaron en la National Professional Soccer League (NPSL). En la era de la North American Soccer League (NASL), participaron varios equipos canadienses en diferentes años en la historia de esa liga. Toronto Metros-Croatia y los Vancouver Whitecaps, lograron el campeonato de la NASL, en 1976 y 1979, respectivamente.
Canadá participó por primera vez en la Copa Mundial en 1986, pero perdió sus tres partidos y sin marcar goles. Tras la participación de la selección canadiense en el mundial, en 1987, se fundó la Canadian Soccer League, la primera liga profesional de fútbol en Canadá, pero solo duró hasta 1992. Vancouver 86ers fueron el equipo más ganador del torneo.
En la Copa de Oro de la Concacaf 2000, la selección de Canadá se coronó campeón del torneo tras derrotar en la final a Colombia. Fueron el equipo sorpresa de esa edición.
La selección femenina canadiense jugó la Copa Mundial Femenina de 2003 en Estados Unidos, en el cual logró su mejor puesto en esta competencia hasta ahora, un digno cuarto lugar.
En la temporada 2007 de la Major League Soccer (MLS), Toronto FC entró a la liga como equipo de expansión, convirtiéndose en la primera franquicia canadiense en la historia de la MLS. Para el 2008, fue la primera edición del Campeonato Canadiense de Fútbol, una copa doméstica para definir al representante canadiense en la Liga de Campeones de la Concacaf. Dos equipos canadienses se han integrado a la MLS en los años siguientes: Vancouver Whitecaps (2011) y Montreal Impact (2012).
En 2015, Canadá fue sede de la Copa Mundial Femenina. La selección femenina llegó a los cuartos de final. En 2017, Toronto FC fue campeón de la MLS Cup (primer ganador canadiense), del Supporters' Shield y del Campeonato Canadiense, el único equipo de la MLS en ganar tres trofeos oficiales en un año. 
En 2019, fue la primera temporada de la Canadian Premier League, la liga de fútbol profesional de primer nivel, con el objetivo de apuntar al crecimiento del talento canadiense.

## Clubes

### Torneos
La Canadian Premier League (CPL) es la principal liga profesional de primer nivel de fútbol masculino en el país. Su primera temporada fue en 2019. Forge FC es el equipo más ganador con cuatro torneos ganados. Otro campeonato de primer nivel es la Major League Soccer (MLS), ya que participan tres clubes canadienses: CF Montréal, Toronto FC y los Vancouver Whitecaps. 
En la tercera división, están los tres campeonatos semiprofesionales en Canadá: League1 Ontario con equipos de Ontario, la Première Ligue de soccer du Québec integrada con clubes de Quebec y la League1 British Columbia con equipos de Columbia Británica. Ambos torneos se juegan en las categorías masculinas y femeninas. Mientras que el filiar de Toronto FC de la MLS, Toronto FC II, y Vancouver, disputan en la MLS Next Pro, también de tercer nivel. 
En el cuarto nivel, tres equipos canadienses juegan en la USL League Two. Otras competencias que se disputan en Canadá, pero a nivel regional y semiprofesionales: Pacific Coast Soccer League (masculina y femenina) y la Alberta Major Soccer League (masculina y femenina). Existe la copa nacional a nivel amateur, la Challenge Trophy, una de las competencias de fútbol más antiguas del país. 
Además, juegan equipos canadienses en las ligas de fútbol femenino en Estados Unidos, en la Women's Premier Soccer League y en la United Women's Soccer.
La principal copa doméstica es el Campeonato Canadiense de Fútbol, donde juegan los equipos de la MLS, CPL, League1 Ontario y la Première Ligue de soccer du Québec.

### Rivalidades
- El  Clásico canadiense: rivalidad entre CF Montréal y Toronto FC, clubes de la Major League Soccer. Este enfrentamiento data desde el Campeonato Canadiense de 2008.
- Rivalidad entre Cavalry FC y FC Edmonton: encuentro entre equipos de Alberta en la Canadian Premier League.
- 905 Derby: rivalidad entre los dos clubes de Ontario en la Canadian Premier League, Forge FC y el York United FC.

### Clubes en competencias internacionales
El primer equipo en representar a Canadá en el plano internacional fueron los Serbian White Eagles, que disputaron la Copa de Campeones de la Concacaf en 1975; posteriormente, en 1976 volvió a participar el Serbian White Eagles, esta vez junto a Toronto Italia. Sin embargo, Canadá no volvería a tener participantes hasta la realización de la Liga de Campeones de la Concacaf en la edición 2008-09 (en 1992 participaron los Vancouver 86ers pero se retiraron de la Copa de Campeones), cuando Montreal Impact llegó a los cuartos de final. Desde 2019, Canadá está presente en la Liga Concacaf donde juega el campeón de la Canadian Premier League. En la actualidad, ningún equipo canadiense ha ganado una competencia internacional, pero dos clubes han terminado como subcampeones de la Liga de Campeones de la Concacaf: Montreal Impact en 2014-15 y Toronto FC en 2018.

## Selecciones

### Masculino
La selección masculina, también conocido como CANMNT (Canada Men's National Team), es el principal equipo que representa al país en las competencias oficiales. El primer encuentro de carácter oficial fue en 1924 contra Australia, y perdió por 2-3.
Ha participado dos veces en la Copa Mundial de Fútbol, en la edición de 1986 y 2022. Canadá fue campeón de la Copa de Oro de la Concacaf en 1985 y 2000. Además, ganó la Copa de Naciones Norteamericana en 1991.
Jugadores como Bruce Wilson, Bob Lenarduzzi, Les Parsons, Mike Stojanović, Dale Mitchell, Craig Forrest, Carlo Corazzin, Jason de Vos, Paul Stalteri, Atiba Hutchinson, Dwayne De Rosario y Alphonso Davies, son los más destacados en la historia de la selección.
Además, Canadá representa en las categorías sub-23, sub-20, sub-17, sub-15, fútbol sala y fútbol playa.

### Femenina
La selección femenina de fútbol, también conocida como CANWNT (Canada Women's National Team), es el principal equipo que representa al país en las competencias oficiales. Su primer partido internacional fue el 7 de julio de 1986 ante Estados Unidos, siendo derrotada por 0 a 2. 
Canadá es considerada como una de las selecciones más fuertes del fútbol femenino en Norteamérica, junto a Estados Unidos. Su mejor posición en la Copa Mundial Femenina fue el cuarto puesto en la edición de 2003. Además, fue campeona del Premundial Femenino Concacaf en 1998 y 2010. En los Juegos Olímpicos, Canadá logró la medalla de oro en Tokio 2020 y la medalla de bronce en Londres 2012 y en Río de Janeiro 2016.
En el equipo femenino han destacado Charmaine Hooper y Christine Sinclair.
Además, Canadá representa en el fútbol femenino en las categorías en sub-20 y sub-17.

## Estadios
La práctica del fútbol en el país se juega habitualmente en estadios de fútbol canadiense, béisbol, rugby y otros de manera improvisada. Además, hay recintos que son solamente para el fútbol, pero hay tres en la actualidad: BMO Field en Toronto, Estadio Saputo en Montreal, y Parque Rey Jorge V en San Juan de Terranova.